# 宍戸左行
宍戸 左行（ししど さこう、1888年11月5日 - 1969年2月3日）は日本の漫画家。本名は宍戸 嘉兵衛。

## 来歴
1888年、福島県に生まれる。旧制福島中学校（のちの福島県立福島高等学校）卒業。
1907年、絵の勉強のためアメリカ合衆国のシアトルに渡り、キャノン画塾で洋画を、通信教育で漫画の技術を学んだ。9年間のアメリカ滞在中、毎日のように映画を見たと回想しており、これがのちの漫画制作に活かされたとされる。
1923年に帰国。東京毎夕新聞社に入社し政治漫画を手掛けた。その後、東京日日新聞、やまと新聞にも寄稿。左行というペンネームは、アメリカからの帰国後に見た「左側通行」の立て札から。1926年、村山知義、柳瀬正夢らとともに「日本漫画家連盟」の結成に参画する。1929年、アメリカ時代の生活についての手記『漫画・漫談 アメリカの横ッ腹』を上梓し、話題となる。
1930年、部数拡大のため漫画部を設立したばかりの読売新聞社に移り、読売新聞別刷り「読売サンデー漫画」に連載開始した児童向けSF冒険漫画『スピード太郎』が人気となる。同作ではこれまでの日本漫画になかった映画的な構図やカットが駆使され、今日のストーリー漫画の先駆と評されている。その後、戦後にかけ、主に政治漫画と児童漫画を手掛けた。晩年は水墨画を描いた。

## 作品
児童漫画作品
- スピード太郎
- スピード三郎
- 特急無敵三郎
- アコチャン日記
- アトム太郎
- U星たんけん
- 西遊記

大人向け作品
- ユーモア錠剤
- 漫画・漫談 アメリカの横ッ腹

水墨画集
- 玄奘三蔵絵伝

## 人物
アメリカ滞在中は宍戸の中学時代の英語教師である内村順也（内村鑑三の弟）と共同生活を送った。